# Nycteridopsylla liui
Nycteridopsylla liui är en loppart som beskrevs av Wu Houyong, Chen Jiaxian et Liu Quan 1988. Nycteridopsylla liui ingår i släktet Nycteridopsylla och familjen fladdermusloppor. Inga underarter finns listade i Catalogue of Life.